# Nitrato di cesio
Il nitrato di cesio è il sale di cesio dell'acido nitrico, di formula CsNO3.
A temperatura ambiente si presenta come un solido da incolore a bianco, inodore.
Viene utilizzato nelle composizioni pirotecniche, come colorante e ossidante, ad es. in flare e razzi di illuminazione. Le emissioni di cesio sono principalmente dovute a due potenti linee spettrali a 852,113 nm e 894,347 nm.
I prismi di nitrato di cesio sono utilizzati nella spettroscopia infrarossa, nei fosfori di raggi X e nei contatori di scintillazione. Viene anche utilizzato nella realizzazione di occhiali e lenti ottici.
Come con altri nitrati di metalli alcalini, il nitrato di cesio si decompone per leggero riscaldamento per dare nitrito di cesio:
{\displaystyle {\ce {2CsNO3 -> 2CsNO2 + O2}}}
Il cesio forma anche due insoliti nitrati acidi, che possono essere descritti come CsNO3·HNO3 e CsNO3·2HNO3 (punti di fusione rispettivamente 100 °C e 36–38 °C).